# Salts als Jocs Olímpics d'estiu de 1912 - Palanca de 10 metres femenina
El salt de palanca de 10 metres femení fou una de les quatre proves de salts que es disputà dins el programa dels Jocs Olímpics d'Estocolm del 1912. Aquesta fou la primera vegada que es disputava una prova de salts en categoria femenina en uns Jocs Olímpic. La prova es va disputar entre el dimecres 10 i el dissabte 13 de juliol de 1912. Hi van prendre part catorze saltadores procedents de tres nacions diferents.

## Medallistes
| Or                    | Plata              | Bronze               |
| Greta Johansson (SWE) | Lisa Regnell (SWE) | Isabelle White (GBR) |

## Resultats
La competició es va celebrar en dues palanques, una de 10 metres i una de 5 metres. Les saltadores havien de realitzar un salt aturat i un salt en carrera des de la palanca de 10 metres; un salt en carrera i un salt mortal cap enrere des de la palanca de 5 metres; i tres salts lliures des de la palanca de 10 metres. Cinc jutges puntuaven cada saltadora, donant dos resultats. Un en què es puntuava de millor a pitjor cada saltadora, donant una posició ordinal per a cada saltadora. Aquestes cinc puntuacions eren sumades per donar la puntuació ordinal total. Alhora els jutges també donaven una puntuació més semblant al sistema actual de puntuació.

### Primera ronda
Els dos saltadors que obtenien una millor puntuació en cada grup de la primera ronda, més els quatre millors no classificats de tots els grups passaven a la final.
Grup 1
| Pos. | Saltador              | PO | MPT  |
| ---- | --------------------- | -- | ---- |
| 1    | Greta Johansson (SWE) | 5  | 36.2 |
| 2    | Lisa Regnell (SWE)    | 13 | 34.1 |
| 3    | Isabelle White (GBR)  | 14 | 33.9 |
| 4    | Tora Larsson (SWE)    | 21 | 31.0 |
| 5    | Selma Andersson (SWE) | 23 | 30.6 |
| 6    | Elsa Andersson (SWE)  | 25 | 29.7 |
| 7    | Willy Thulin (SWE)    | 35 | 25.0 |
| 8    | Märta Adlerz (SWE)    | 39 | 21.9 |

Grup 2
| Pos. | Saltador              | PO | MPT  |
| ---- | --------------------- | -- | ---- |
| 1    | Ella Eklund (SWE)     | 7  | 34.4 |
| 2    | Elsa Regnell (SWE)    | 8  | 34.9 |
| 3    | Gerda Johansson (SWE) | 16 | 28.7 |
| 4    | Dagmar Nilsson (SWE)  | 19 | 27.3 |
| 5    | Ester Edström (SWE)   | 23 | 26.3 |
| -    | Hanny Kellner (AUT)   | -  | DNF  |

### Final
| Pos. | Saltador        | Nació      | Puntuació per jutge | Puntuació per jutge | Puntuació per jutge | Puntuació per jutge | Puntuació per jutge | Puntuació per jutge | Puntuació per jutge | Puntuació per jutge | Puntuació per jutge | Puntuació per jutge | Total | Total |
| Pos. | Saltador        | Nació      | Jutge 1             | Jutge 1             | Jutge 2             | Jutge 2             | Jutge 3             | Jutge 3             | Jutge 4             | Jutge 4             | Jutge 5             | Jutge 5             | Total | Total |
| Pos. | Saltador        | Nació      | PO                  | PT                  | PO                  | PT                  | PO                  | PT                  | PO                  | PT                  | PO                  | PT                  | PO    | MPT   |
| ---- | --------------- | ---------- | ------------------- | ------------------- | ------------------- | ------------------- | ------------------- | ------------------- | ------------------- | ------------------- | ------------------- | ------------------- | ----- | ----- |
| 1    | Greta Johansson | Suècia     | 1                   | 40.5                | 1                   | 35,0                | 1                   | 39,0                | 1                   | 44,0                | 1                   | 41,0                | 5     | 39.9  |
| 2    | Lisa Regnell    | Suècia     | 2                   | 37.5                | 3                   | 32,5                | 2                   | 34,0                | 2                   | 39,5                | 2                   | 36,5                | 11    | 36.0  |
| 3    | Isabelle White  | Regne Unit | 3                   | 35.5                | 2                   | 33,5                | 4                   | 31,0                | 5                   | 34,5                | 3                   | 35,5                | 17    | 34.0  |
| 4    | Elsa Regnell    | Suècia     | 3                   | 35.5                | 6                   | 27,5                | 3                   | 33,5                | 4                   | 35,0                | 4                   | 34,5                | 20    | 33.2  |
| 5    | Ella Eklund     | Suècia     | 5                   | 32.0                | 4                   | 28,0                | 4                   | 31,0                | 3                   | 36,0                | 6                   | 32,5                | 22    | 31.9  |
| 6    | Elsa Andersson  | Suècia     | 6                   | 30.5                | 4                   | 28,0                | 4                   | 31,0                | 6                   | 34,0                | 5                   | 33,0                | 25    | 31.3  |
| 7    | Selma Andersson | Suècia     | 8                   | 28.0                | 7                   | 25,5                | 7                   | 27,5                | 7                   | 32,5                | 7                   | 28,0                | 36    | 28.3  |
| 8    | Tora Larsson    | Suècia     | 7                   | 29.5                | 8                   | 23,0                | 8                   | 25,0                | 8                   | 31,5                | 8                   | 25,0                | 39    | 26.8  |